# Reagrupament per la República
Reagrupament per la República (francès, Rassemblement pour la République, RPR) és un partit polític francès de dreta que reivindica el neo-gaullisme, una forma de fer política inspirada per Charles de Gaulle i la Resistència durant la Segona Guerra Mundial. Fou creat el 1976 sota l'impuls de Jacques Chirac, aleshores en conflicte personal (però no ideològic) amb el president de la República amb els Republicans Independents, Valéry Giscard d'Estaing, i és considerat com l'equivalent francès del Partit Conservador britànic. Es va dissoldre dins l'UMP el 2002.

## Històric dels partits gaullistes
- 1947 - 1953: Reagrupament del Poble Francès (RPF) : partit polític fundat fundat per Charles de Gaulle quan es produí l'Alliberament, segons el programa polític esposat en el discurs de Bayeux.

- 1953 - 1956: Unió dels Republicans d'Acció Social (URAS) : grup parlamentari constituït pels gaullistes després de la desaparició del RPF el 1953.

- 1956 - 1958: Centre Nacional dels Republicans Socials (CNRS) : partit polític, amb resultats marginals, creat per a donar suport al retorn del general De Gaulle.

- 1958 - 1962: Unió per la Nova República (UNR) : fondat l'octubre de 1958 al retorn de Charles de Gaulle al poder. Els seus membres eren partidaris de l'Àlgèria francesa (Michel Debré, Jacques Soustelle (dissident des de 1960), Jacques Chaban-Delmas).

- 1958 - 1962: Unió Democràtica del Treball (UDT) : aquest moviment agrupa els « gaullistes d'esquerra », és a dir, partidaris d'una pau negociada amb Algèria. Els principals membres eren Louis Vallon (secretari general), René Capitant i Léo Hamon.

- 1962 - 1967: Unió per la Nova República - Unió Democràtica del Treball (UNR - UDT) : ambdós moviments es fusionaren després dels Acords d'Évian i en ocasió de la campanya electoral presidencial.

- 1967 - 1968: Unió Democràtica per la Vna República (UD-Ve).

- 1968 - 1971: Unió per la Defensa de la República (UDR).

- 1971 - 1976: Unió dels Demòcrates per la República (UDR).

## El RPR

### Història
El Reagrupament per la República fou creat per Jacques Chirac el 5 de desembre de 1976. Aquest té la pretensió de sostenir una política fonamentada en el respecte intransigent de la sobirania del poble i la independència nacional, de la llibertat, de la responsabilitat i de la dignitat de l'home, segons els seus estatuts. Com que es va oposar obertament a la política dirigida per Barre, d'intervencionisme estatal en nom dels gaullistes, els ministres van recórrer a l'article 49-3 de la constitució pel qual un text proposat pot ser adoptat si una moció de censura no és aprovada per majoria.
Electoralment, s'han presentat sovint aliats de la UDF i de DVD, com l'URC (Unió per la República i del Centre) el 1988, o la UPF (Unió per França) el 1993, la direcció del RPR es pronuncià – arran l'elecció de Jacques Chirac com a president de la República – per un reagrupament més estret de les estructures del partit.
D'aquesta manera, sota la direcció de Philippe Séguin, fou creada el 1998 l'Alliance, que regrupa el RPR, l'UDF i DL. Aquesta estructura es va dissoldre el 1999, quan va la UDF va refusar constituir una llista comuna a les eleccions europees.
El 2000, el RPR llençà una proposta de creació d'un partit únic de la dreta parlamentària: Unió en moviment (UEM) per tal de preparar l'elecció presidencial francesa de 2002, reagrupant les tendències gaullistes, liberals i demòcratacristianes.
El 24 d'abril de 2002, el RPR aprovà la creació d'una Unió per la Majoria Presidencial (UMP), destinat a donar suport Jacques Chirac a la segona volta de les eleccions presidencials. El 21 de setembre del mateix any, els compromisaris extraordinaris de Villepinte adoptaren pel 86,5% la dissolució del RPR al si de l'UMP, nou partit successor de la Unió per a la Majoria Presidencial el 17 de novembre de 2002.
La Unió dels Joves pel Progrés (UJP, fundat el 1965) i la Unió dels Estudiants pel Progrés (UEP) constituiran els moviments de joventut dels partits gaullistes successius, fins a la creació de les Joventuts RPR, un dels primers responsables de la quan fou Nicolas Sarkozy.

## Resultats electorals

### Eleccions Presidencials
| Any  | Candidat       | 1a volta  | 1a volta    | 1a volta | 2a volta   | 2a volta    | 2a volta | Resultat |
| Any  | Candidat       | Vots      | %           | Pos.     | Vots       | %           | Pos.     | Resultat |
| ---- | -------------- | --------- | ----------- | -------- | ---------- | ----------- | -------- | -------- |
| 1981 | Jacques Chirac | 5,225,848 | 18 / 100    | 3r       | N/D        | N/D         | N/D      | Derrota  |
| 1988 | Jacques Chirac | 6,063,514 | 19,94 / 100 | 2n       | 14,218,970 | 45,98 / 100 | 2n       | Derrota  |
| 1995 | Jacques Chirac | 6,348,375 | 20,84 / 100 | 2n       | 15,763,027 | 52,64 / 100 | 1r       | Elegit   |
| 2002 | Jacques Chirac | 5,665,855 | 19,88 / 100 | 1r       | 25,537,956 | 82,21 / 100 | 1r       | Elegit   |

### Eleccions legislatives
| Any  | Líder          | 1a volta  | 1a volta | 2a volta  | 2a volta | Escons    | +/− | Pos. | Resultat |
| Any  | Líder          | Vots      | %        | Vots      | %        | Escons    | +/− | Pos. | Resultat |
| ---- | -------------- | --------- | -------- | --------- | -------- | --------- | --- | ---- | -------- |
| 1978 | Jacques Chirac | 6,462,462 | 22.62    | 6,651,756 | 26.11    | 150 / 491 | 33  | 1r   | Coalició |
| 1981 | Jacques Chirac | 5,231,269 | 20.81    | 4,174,302 | 22.35    | 85 / 491  | 63  | 2n   | Oposició |
| 1986 | Jacques Chirac | 3,143,224 | 11.22    | -         | -        | 149 / 573 | 64  | 2n   | Coalició |
| 1988 | Jacques Chirac | 4,687,047 | 19.19    | 4,688,493 | 23.09    | 126 / 577 | 23  | 3r   | Oposició |
| 1993 | Jacques Chirac | 5,032,496 | 20.08    | 5,741,629 | 28.99    | 242 / 577 | 116 | 1r   | Coalició |
| 1997 | Alain Juppé    | 3,983,257 | 15.65    | 5,714,354 | 22.46    | 139 / 577 | 103 | 2n   | Oposició |

### Parlament Europeu
| Any  | Candidat                 | Vots             | %                | Escons  | +/− | Grup      |
| ---- | ------------------------ | ---------------- | ---------------- | ------- | --- | --------- |
| 1979 | Jacques Chirac           | 3,301,980        | 16.31            | 15 / 81 | –   | EPD       |
| 1984 | Simone Veil              | Coalició RPR-UDF | Coalició RPR-UDF | 19 / 81 | 4   | EDA       |
| 1989 | Valéry Giscard d'Estaing | Coalició RPR-UDF | Coalició RPR-UDF | 14 / 81 | 5   | EDA       |
| 1994 | Dominique Baudis         | Coalició RPR-UDF | Coalició RPR-UDF | 14 / 87 | =   | EDA / UFE |
| 1999 | Nicolas Sarkozy          | 2,263,476        | 12.82            | 12 / 87 | 3   | EPP-ED    |

## Responsables

### Llista dels presidents
- 1976 - 1994: Jacques Chirac
- 1994 - 1997: Alain Juppé
- 1997 - 1999: Philippe Séguin
- 1999 - 1999: Nicolas Sarkozy (intérim)
- 1999 - 2002: Michèle Alliot-Marie
- 2002 - 2002: Serge Lepeltier (intérim)

### Llista dels secretaris generals
- 1976 - 1979: Jérôme Monod
- 1979 - 1979: Alain Devaquet
- 1979 - 1984: Bernard Pons
- 1984 - 1988: Jacques Toubon
- 1988 - 1995: Alain Juppé
- 1995 - 1997: Jean-François Mancel
- 1997 - 1999: Nicolas Sarkozy
- 1999 - 2001: Adrien Gouteyron
- 2001 - 2002: Serge Lepeltier